# تيري شنايدر
تيري شنايدر (بالإنجليزية: Terri Schneider)‏ هي تريثلت أمريكية، ولدت في 29 يونيو 1961.